# Joseph Novales
Joseph Novales (Torralba  de Aragón, 23 de julio de 1937 - Gabón, 23 de marzo de 1985) fue un ciclista francés de origen español, puesto que se nacionalizó francés el 24 de julio de 1950. Fue profesional entre 1962 y 1966, consiguiendo 13 victorias, entre ellas la Vuelta en Cataluña de 1963.

## Palmarés
1962
- Gran Premio de Niza
- Chartes de Bretaña
- 1 etapa del Tour de Romandía y Gran Premio de la Montaña

1963
- Volta a Cataluña
- Trofeo Baracchi (con Joseph Velly)
- 1 etapa del Circuito de Morbihan

1964
- Trofeo Jaumendreu (etapa de la Semana Catalana)
- 1 etapa del Critèrium Nacional
- 1 etapa del Critèrium del Dauphiné Libéré

1965
- Ploerdut
- Saint-Jean la Couronne
- 1 etapa de la Vuelta a Andalucía

### Resultados en el Tour de Francia
- 1962: Abandona (6a etapa)
- 1964: 19.º de la clasificación general
- 1966: Abandona (16a etapa)

### Resultados en la Vuelta en España
- 1965: Abandona